# アーサー・ダニエル・ベリー

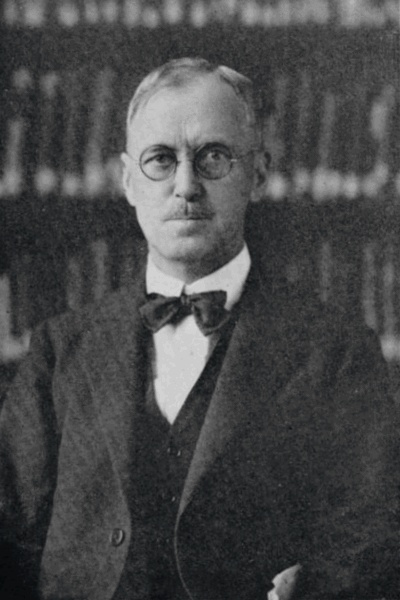
A・D・ベリー

アーサー・ダニエル・ベリー（英: Arthur Daniel Berry、1872年8月7日 - 1941年2月11日）は、米国メソジスト監督教会宣教師、青山学院神学部の教授。A・D・ベリーと表記されることが多い。

## 略歴

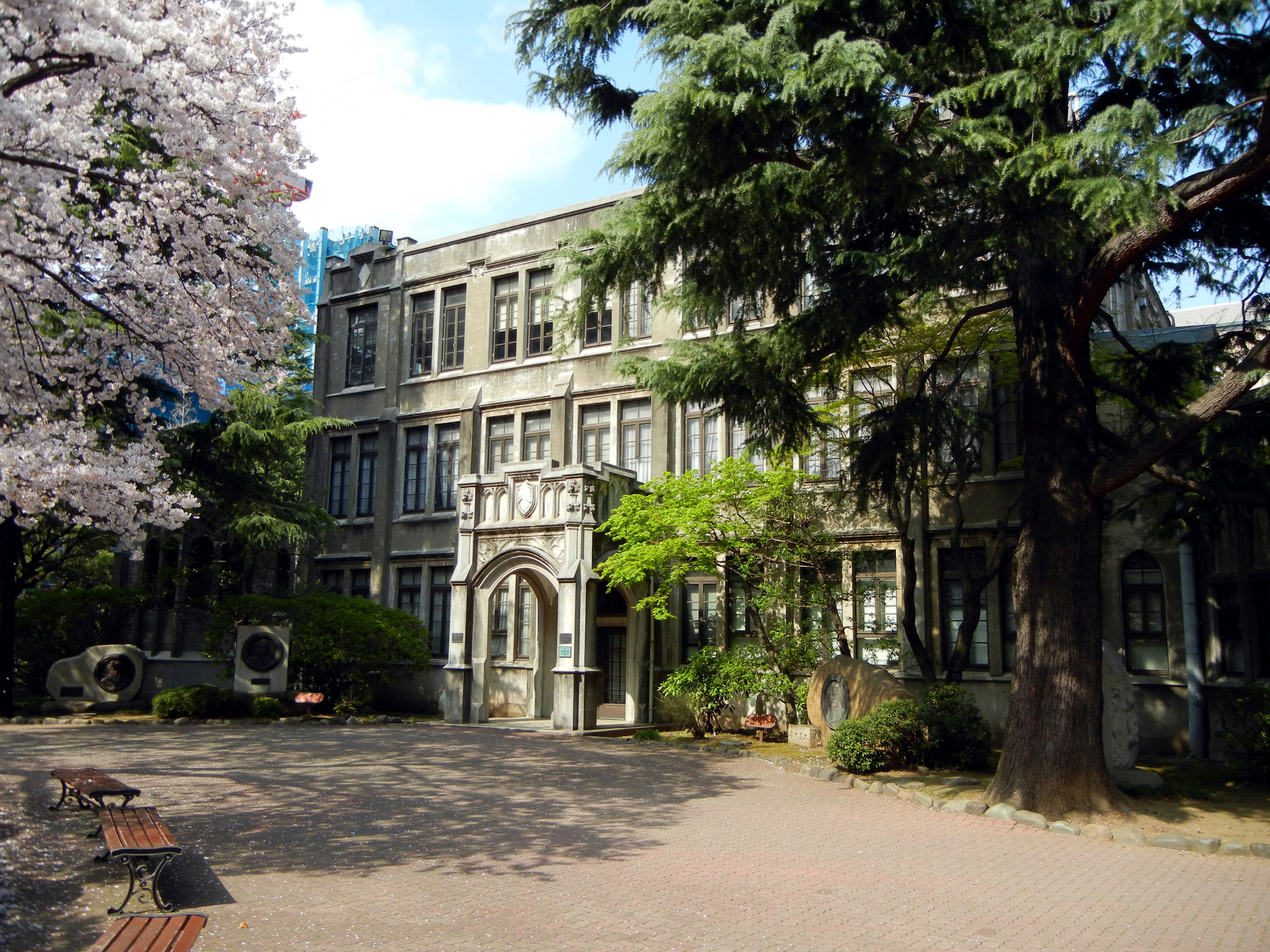
青山学院ベリーホール（旧神学部校舎）

アメリカ合衆国ニューヨーク州メキシコ生まれ。1892年に地元のハイスクールを卒業したのち、シラキュース大学とドルー神学校で学び、1899年に按手礼を受けた。
1902年（明治35年）に来日し、福岡と門司で伝道したのち1905年（明治38年）に青山学院の教員となり、組織神学・礼拝学・説教学を講じた。3年後ジュリアス・ソーパーの後任の神学部長となり、1931年（昭和6年）まで務めた。1914年（大正3年）関西学院神学部と協力して学術雑誌『神学評論』を創刊。翌年シラキュース大学から名誉博士号を授与された。
1923年（大正12年）に院長代理を兼ね、関東大震災後の青山学院再建に尽力した。1931年（昭和6年）に建てられた神学部校舎は彼の名にちなんで「ベリーホール」と命名された。
学院外では離日するまで教文館の副館長を務めた。
日米関係が日増しに悪化する中でも日本滞在を望んだが、妹の病のため1941年（昭和16年）1月に離日。妹は船中で死去し、彼もアメリカに帰国してまもなく病に倒れ、故郷ニューヨークの地で没した。